# Partia Południowoafrykańska
Partia Południowoafrykańska (ang. South African Party, afr. Suid-Afrikaanse Party) – partia polityczna działająca w Związku Południowej Afryki w latach 1911–1934. W latach 1911–1924 była partią rządzącą.
Partia została utworzona wkrótce po pierwszych wyborach parlamentarnych przeprowadzonych w 1910 roku w nowo powstałym Związku Południowej Afryki. Powstała w wyniku połączenia partii tworzących koalicję rządową pod przewodnictwem Louisa Bothy. W 1919 roku na stanowiskach premiera kraju oraz przewodniczącego partii Bothę zastąpił Jan Smuts. Po przegranych wyborach w 1924 roku partia znalazła się w opozycji, a władzę przejęła koalicja Partii Narodowej i Partii Pracy. W obliczu wielkiego kryzysu w 1934 roku Partia Narodowa oraz Partia Południowoafrykańska utworzyły rząd jedności narodowej, w tym samym roku połączyły się dając początek Zjednoczonej Południowoafrykańskiej Partii Narodowej.
Partia Południowoafrykańska reprezentowała interesy białej mniejszości – zarówno ludności burskiej, stanowiącej główną siłę polityczną w kraju, jak i mieszkańców pochodzenia brytyjskiego. Stanowiła umiarkowaną alternatywę dla Partii Narodowej, która skupiała się na interesach Burów, oraz pro-brytyjskiej Partii Unionistycznej. Partia postulowała segregację rasową. Pod jej rządami w kraju stworzone zostały podwaliny przyszłego systemu apartheidu (m.in. Natives Land Act, 1913).